# Miez din ferită

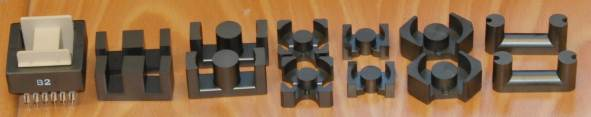
Miez ferită

În electronică, un miez din ferită este un tip de miez magnetic realizat din ferită pe care se formează înfășurările transformatoarelor electrice și alte componente ale plăgilor, cum ar fi inductorii. Se utilizează pentru proprietățile sale de permeabilitate magnetică ridicată, un miez care este cuplat cu conductivitate electrică scăzută (care ajută la prevenirea curenților turbionari). Datorită pierderilor lor relativ scăzute la frecvențe înalte, ele sunt utilizate în mod extensiv în miezurile transformatoarelor și inductorilor RF în aplicații cum ar fi sursa de alimentare în comutație și antene cu bucle ferite pentru receptoare radio AM.

## Rolul feritei
Feritele sunt compuși ceramici ai metalelor de tranziție cu oxigen, care sunt ferrimagnetici, dar nonconductori. Feritele utilizate în miezurile de transformatoare sau electromagnetice conțin oxizi de fier combinați cu compuși de nichel, zinc sau mangan. Ei au o coercivitate scăzută și se numesc ferite moi pentru a le distinge de ferite grele, care au o coercivitate ridicată și sunt folosite pentru a realiza magneți de ferită.Coercitivitatea redusă înseamnă că magnetizarea materialului poate inversa cu ușurință direcția fără a distruge multă energie (pierderi prin histereză), în timp ce rezistivitatea ridicată a materialului previne curenții turbionari în miez, o altă sursă de pierdere de energie. Cele mai frecvente ferite moi sunt:
- Mangan-zinc ferită (MnZn , cu formula Mn și Zn (1-a) Fe2O4). Sursele de Mn și Zn au niveluri mai mari de permeabilitate și saturație decât Ni și Zn.
- Ferita de nichel-zinc (NiZn , cu formula Nia Zn(1-a) Fe2O4).

- Feriții NiZn prezintă o rezistivitate mai mare decât MnZn și, prin urmare, sunt mai potriviți pentru frecvențele de peste 1 MHz.

Pentru aplicații sub 5 MHz se utilizează ferite MnZn; deasupra, NiZn este alegerea obișnuită. Excepția este cu inductorii de mod comun, unde pragul de alegere este de 70 MHz.